# Конткі (Мазовецьке воєводство)
Конткі (пол. Kątki) — село в Польщі, у гміні Реґімін Цехановського повіту Мазовецького воєводства.
Населення — 89 осіб (2011).
У 1975-1998 роках село належало до Цехановського воєводства.

## Демографія
Демографічна структура станом на 31 березня 2011 року:
|          | Загалом | Допрацездатний вік | Працездатний вік | Постпрацездатний вік |
| -------- | ------- | ------------------ | ---------------- | -------------------- |
| Чоловіки | 44      | 7                  | 31               | 6                    |
| Жінки    | 45      | 9                  | 27               | 9                    |
| Разом    | 89      | 16                 | 58               | 15                   |